# 奠基石

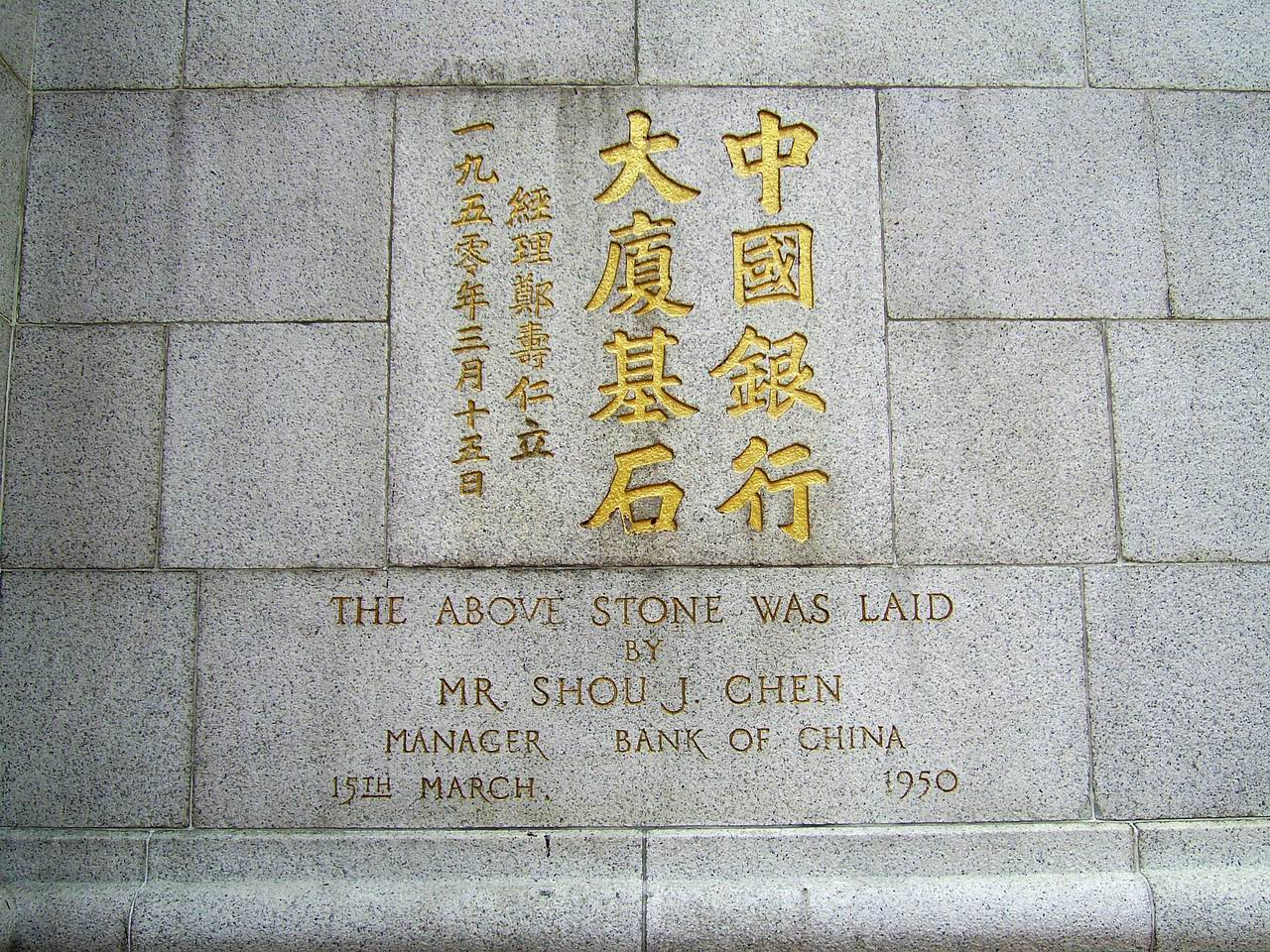
香港中國銀行大廈的奠基石

奠基石是一種在建築物奠基時安放在外牆上的石塊，上面刻有紀念奠基的銘文。有些奠基石並不是實心，而是內藏一個空間放置時間囊，待建築物拆卸時，時間囊才得以重見天日。

## 文學使用
在中國文學上，奠基石時常被用作比喻事情的基礎。

## 類似事物
- 紀念牌匾
- 上樑記牌